# 下倉田町
下倉田町（しもくらたちょう）は、神奈川県横浜市戸塚区の地名。「丁目」の設定のない単独町名である。住居表示未実施区域。

## 地理
戸塚区の南東部に位置し、西に戸塚町、北に上倉田町、北東に舞岡町、東に栄区本郷台、南に栄区飯島町・長沼町と接している。

### 字名
| - 下耕地 - 中耕地 - 上耕地 - 宮谷 - 南谷 - 高田 | - 五反田 - 脇谷 - 原 - 角前 - 雪下 - 花立 |

### 地価
住宅地の地価は、2025年（令和7年）1月1日の公示地価によれば、下倉田町字花立1897番65の地点で16万5000円/m²、下倉田町字五反田1034番14の地点で15万8000円/m²となっている。

## 歴史

### 沿革
かつて横浜市に編入前のこの場所は、鎌倉郡川上村大字下倉田であった。
- 1939年（昭和14年）4月1日 - 横浜市に編入。横浜市戸塚区下倉田町となる[8]。
- 1969年（昭和44年）10月1日 - 行政区再編成に伴い、戸塚区を再設置。横浜市戸塚区下倉田町となる[9]。
- 1986年（昭和61年）11月3日 - 行政区再編成に伴い、戸塚区を再設置。横浜市戸塚区下倉田町となる。下倉田町の一部を小菅ケ谷町、長沼町へ編入[10]。
- 1989年（平成元年）8月21日 - 栄区小菅ケ谷町の一部を下倉田町に編入[11]。

## 世帯数と人口
2025年（令和7年）6月30日現在（横浜市発表）の世帯数と人口は以下の通りである。
| 町丁     | 世帯数    | 人口     |
| -------- | --------- | -------- |
| 下倉田町 | 6,296世帯 | 12,379人 |

### 人口の変遷
国勢調査による人口の推移。
| 年                 | 人口   |
| ------------------ | ------ |
| 1995年（平成7年）  | 12,094 |
| 2000年（平成12年） | 12,837 |
| 2005年（平成17年） | 12,805 |
| 2010年（平成22年） | 13,331 |
| 2015年（平成27年） | 12,917 |
| 2020年（令和2年）  | 12,928 |

### 世帯数の変遷
国勢調査による世帯数の推移。
| 年                 | 世帯数 |
| ------------------ | ------ |
| 1995年（平成7年）  | 4,817  |
| 2000年（平成12年） | 5,291  |
| 2005年（平成17年） | 5,398  |
| 2010年（平成22年） | 5,908  |
| 2015年（平成27年） | 5,877  |
| 2020年（令和2年）  | 6,187  |

## 学区
市立小・中学校に通う場合、学区は以下の通りとなる（2024年11月時点）。
| 番・番地等 | 小学校                 | 中学校             |
| --- | ---------------------- | ------------------ |
| 1〜189番地、191〜249番地 51〜258番地、261〜316番地 320〜389番地、608〜1190番地 1450番地、1453〜1455番地 1460〜1595番地、1619番地 1657〜1950番地 | 横浜市立豊田小学校     | 横浜市立豊田中学校 |
| 190番地、250番地 259〜260番地、317〜319番地 390〜607番地、1191〜1449番地 1451〜1452番地、1456〜1459番地 1596〜1618番地、1620〜1656番地          | 横浜市立倉田小学校     | 横浜市立豊田中学校 |
| 1951〜1959番地 | 横浜市立小菅ケ谷小学校 | 横浜市立豊田中学校 |

## 事業所
2021年（令和3年）現在の経済センサス調査による事業所数と従業員数は以下の通りである。
| 町丁     | 事業所数  | 従業員数 |
| -------- | --------- | -------- |
| 下倉田町 | 209事業所 | 1,977人  |

### 事業者数の変遷
経済センサスによる事業所数の推移。
| 年                 | 事業者数 |
| ------------------ | -------- |
| 2016年（平成28年） | 197      |
| 2021年（令和3年）  | 209      |

### 従業員数の変遷
経済センサスによる従業員数の推移。
| 年                 | 従業員数 |
| ------------------ | -------- |
| 2016年（平成28年） | 1,707    |
| 2021年（令和3年）  | 1,977    |

## 施設
- 横浜市立豊田中学校
- 横浜豊田郵便局[21]

## その他

### 日本郵便
- 郵便番号 : 244-0815[3]（集配局：戸塚郵便局[22]）

### 警察
町内の警察の管轄区域は以下の通りである。
| 町名     | 街区 | 警察署     | 交番       |
| -------- | ---- | ---------- | ---------- |
| 下倉田町 | 全域 | 戸塚警察署 | 下倉田交番 |